# Copa CONMEBOL de 1997
A Copa CONMEBOL de 1997 foi a sexta edição desse torneio internacional de futebol a nível de clubes organizado pela Confederação Sul-Americana de Futebol. Participaram 18 equipes de dez países: Argentina,  Brasil, Bolívia, Chile, Colômbia, Equador, Paraguai, Peru, Uruguai e Venezuela.
O campeão foi o Atlético Mineiro, que venceu o Lanús na final. A decisão ficou marcada pela batalha campal após o fim do jogo da ida, na Argentina, tendo o treinador da equipe brasileira, Emerson Leão, necessitado de uma cirurgia na face em função dos golpes sofridos. Outros profissionais do time também saíram com machucados.

## Equipes classificadas
| País                  | Equipe                | Classificação                                                                                         |
| --------------------- | --------------------- | --- |
| Argentina · (2 vagas) | Lanús                 | Campeão da Copa Conmebol de 1996 e 3º colocado na tabela acumulada do Campeonato Argentino de 1996/97 |
| Argentina · (2 vagas) | Colón                 | 4º colocado na tabela acumulada do Campeonato Argentino de 1996/97                                    |
| Bolívia · (2 vagas)   | Real Santa Cruz       | Perdedor no playoff do Campeonato Boliviano de 1996 que decidiu vaga para a Libertadores 1997         |
| Bolívia · (2 vagas)   | The Strongest         | Terceiro colocado do Campeonato Boliviano de 1996                                                     |
| Brasil · (4 vagas)    | Portuguesa            | Vice-campeão do Campeonato Brasileiro de 1996                                                         |
| Brasil · (4 vagas)    | Atlético Mineiro      | 3º colocado do Campeonato Brasileiro de 1996                                                          |
| Brasil · (4 vagas)    | Vitória               | Campeão da Copa do Nordeste de 1997                                                                   |
| Brasil · (4 vagas)    | Rio Branco-AC         | Campeão da Copa Norte de 1997                                                                         |
| Chile (1 vaga)        | Universidad de Chile  | |
| Colômbia · (2 vagas)  | América de Cáli       | Campeão do Campeonato Colombiano de 1996                                                              |
| Colômbia · (2 vagas)  | Deportes Tolima       | |
| Equador (1 vaga)      | Técnico Universitario | |
| Paraguai (1 vaga)     | Sportivo Luqueño      | |
| Peru (1 vaga)         | Universitario         | Vice-campeão da Liguilla Pre-Libertadores do Campeonato Peruano de 1996                               |
| Uruguai · (2 vagas)   | Danubio               | Vice-campeão da Liguilla Pre-Libertadores do Campeonato Uruguaio de 1996                              |
| Uruguai · (2 vagas)   | Defensor Sporting     | 3º colocado da Liguilla Pre-Libertadores do Campeonato Uruguaio de 1996                               |
| Venezuela · (2 vagas) | Deportivo Táchira     | Vice-campeão do Torneio Clausura do Campeonato Venezuelano de 1996/97                                 |
| Venezuela · (2 vagas) | Estudiantes de Mérida | 3º colocado do Torneio Clausura do Campeonato Venezuelano de 1996/97                                  |

## Tabela

### Fase preliminar
Jogos de ida
| 31 de julho de 1997 | Real Santa Cruz | 1 – 1 | The Strongest | Juan Carlos Durán, Santa Cruz de la Sierra (Bolívia) |
|                     | Gol marcado     |       | Gol marcado   |                                                      |

| 7 de agosto de 1997 | Estudiantes de Mérida | 1 – 0 | Deportivo Táchira | Guillermo Soto Rosa, Mérida (Venezuela) |
|                     | Dolguetta 43'         |       |                   |                                         |

Jogos de volta
| 7 de agosto de 1997 | The Strongest | 0 – 2 | Real Santa Cruz   | Hernando Siles, La Paz (Bolívia) |
|                     |               |       | Medrano · Audamás |                                  |

| 13 de agosto de 1997 | Deportivo Táchira                        | 3(4) – 2(3) | Estudiantes de Mérida             | Pueblo Nuevo, San Cristóbal (Venezuela)                           |
|                      | Chirinos 29' · Pérez 49' · Hernández 65' |             | Contreras 15' · Hernández 89' (P) | Árbitro: Raúl Pérez Auxiliares: Francesco Romano e Gilberto Terán |

|                                         |     | Penalidades                                          |  |
| Pérez: Villasmil: López: Ramos: Flores: | 4–3 | Rodríguez: Quiroga: Dolguetta: Hernández: Antequera: |  |

### Primeira fase
Jogos de ida
| 27 de agosto de 1997 | Deportes Tolima  | 2 – 1   | Rio Branco  | Manuel Murillo Toro, Ibagué (Colômbia)                                        |
|                      | Maturana 27' 50' | Notícia | Palmiro 67' | Público: 6,790 Árbitro: Luis Solórzano Auxiliares: Raúl Pérez e Daniel Wilson |

| 27 de agosto de 1997 | Universitario                             | 3 – 0 | Técnico Universitario | Nacional, Lima (Peru)                                   |
|                      | Carranza 44' · Alvarenga 71' · Charún 76' |       |                       | Árbitro: Juan Luna Auxiliares: Edgar Soliz e Juan Sulca |

| 27 de agosto de 1997 | Vitória                     | 2 – 0 | Sportivo Luqueño | Fonte Nova, Salvador (BA)                                            |
|                      | Uéslei 10' · Gil Baiano 75' |       |                  | Árbitro: Gustavo Méndez Auxiliares: Saúl Feldman e José Elias Guedes |

| 27 de agosto de 1997 | Real Santa Cruz  | 1 – 1   | Lanús         | Juan Carlos Durán, Santa Cruz de la Sierra (Bolívia)                              |
| 20:30 h (UTC-4)      | Villegas 81' (P) | Notícia | Trimarchi 43' | Público: ≈8,000 Árbitro: César Córdoba Auxiliares: Jorge Torres e Gualberto Vilty |

| 27 de agosto de 1997 | Universidad de Chile        | 2 – 1 | Colón         | Nacional, Santiago (Chile)                                                           |
| 20:00 h (UTC-4)      | Castañeda 38' · Barrera 53' |       | Gorostidi 82' | Público: ≈15,000 Árbitro: Carlos Amarilla Auxiliares: Ricardo Grance e Juan Riquelme |

| 27 de agosto de 1997 | Defensor                                    | 3 – 3 | Danubio                                       | Luis Franzini, Montevidéu (Uruguai)                            |
|                      | Viera 28' · González 72' (P) · Martínez 89' |       | Migliónico 27' · Madrid 53' (P) · Peirano 61' | Árbitro: Jorge Nieves Auxiliares: Rubén Meneses e Carlos López |

| 28 de agosto de 1997 | Deportivo Táchira | 1 – 1   | América de Cáli | Pueblo Nuevo, San Cristóbal (Venezuela)                    |
| 19:30 h (UTC-4:30)   | Pérez 89' (P)     | Notícia | Valencia 16'    | Árbitro: José Carpio Auxiliares: José Vera e Paulo Mendoza |

| 3 de setembro de 1997 | Portuguesa  | 1 – 4 | Atlético Mineiro                  | Canindé, São Paulo (SP)                                                                        |
|                       | Émerson 87' |       | Jorginho 12' · Valdir 24' 54' 64' | Público: 2,972 pagantes Árbitro: Carlos Eugênio Simon Auxiliares: Paulo Alves e Jorge Oliveira |

Jogos de volta
| 3 de setembro de 1997 | Rio Branco | 1(1) – 0(3) | Deportes Tolima | José de Melo, Rio Branco (AC) |
| 20:40 h (UTC-4)       | Gomes 86'  |             |                 | Árbitro: Rafael Torrealba     |

|                                   |     | Penalidades                      |  |
| Jorge: Testinha: Hélio: Vinicius: | 1–3 | Cassiani: Jorjão: Jorge Ramírez: |  |

| 3 de setembro de 1997 | Técnico Universitario | 0 – 0 | Universitario | Bellavista, Ambato (Equador) |
|                       |                       |       |               | Árbitro: Alberto Duque       |

| 3 de setembro de 1997 | Sportivo Luqueño | 1 – 4 | Vitória                                                        | Feliciano Cáceres, Luque (Paraguai)                                                            |
|                       | Estigarribia 44' |       | Túlio 38' (P) · Eliomar 43' · Preto Casagrande 52' · Saulo 61' | Público: 4,489 pagantes Árbitro: Oscar Sequeira Auxiliares: Mario Pascualino e Evaristo García |

| 3 de setembro de 1997 | Lanús                                                              | 5 – 0   | Real Santa Cruz | Ciudad de Lanús, Lanús (Argentina) |
|                       | Morales 18' · Trimarchi 26' · Ruggeri 33' · Raíces 71' · López 72' | Notícia |                 | Árbitro: Bonifacio Núñez           |

| 3 de setembro de 1997 | Colón                        | 2(3) – 1(2) | Universidad de Chile | Estanislao López, Santa Fe (Argentina) |
|                       | Gorostidi 44' · Castillo 87' | Notícia     | Báez 20'             | Árbitro: Oscar Roberto Godói           |

|                                        |     | Penalidades                                |  |
| Aquino: Ibarra: Rodríguez Peña: Unali: | 3–2 | Fuentes: González: Jara: Ibañez: Galdames: |  |

| 3 de setembro de 1997 | Danubio                             | 3 – 2 | Defensor                 | Jardines del Hipódromo, Montevidéu (Uruguai) |
|                       | Madrid 37' (P) 77' · Migliónico 54' |       | Abreu 31' · Da Silva 47' | Árbitro: Saúl Feldman                        |

| 4 de setembro de 1997 | América de Cáli             | 3 – 1   | Deportivo Táchira | Pascual Guerrero, Cáli (Colômbia) |
|                       | Moreno 34' · Angulo 74' 89' | Notícia | Chacón 53'        | Árbitro: Luis Seminario           |

| 9 de setembro de 1997 | Atlético Mineiro | 0 – 0 | Portuguesa | Mineirão, Belo Horizonte (MG)                              |
| 20:30 h (UTC-3)       |                  |       |            | Público: 8,880 pagantes Árbitro: Cláudio Vinícius Cerdeira |

### Quartas-de-final
Jogos de ida
| 24 de setembro de 1997 | Colón         | 1 – 1   | Danubio        | Estanislao López, Santa Fe (Argentina) |
| 21:00 h (UTC-3)        | Gorostidi 11' | Notícia | Migliónico 48' | Árbitro: Jaime Toro                    |

| 24 de setembro de 1997 | Vitória   | 1 – 0   | Lanús | Fonte Nova, Salvador (BA) |
| 21:40 h (UTC-3)        | Saulo 66' | Notícia |       | Árbitro: Robert Troxler   |

| 24 de setembro de 1997 | Deportes Tolima | 1 – 0 | Universitario | Manuel Murillo Toro, Ibagué (Colômbia) |
| 20:30 h (UTC-5)        | Polo 83'        |       |               | Árbitro: Ángel Guevara                 |

| 24 de setembro de 1997 | América de Cáli | 1 – 2 | Atlético Mineiro           | Pascual Guerrero, Cáli (Colômbia)                |
| 20:30 h (UTC-5)        | Moreno 57'      |       | Marques 42' · Jorginho 78' | Público: 10,850 pagantes Árbitro: Roger Zambrano |

Jogos de volta
| 15 de outubro de 1997 | Danubio        | 1(2) – 1(3) | Colón     | Campus Municipal, Maldonado (Uruguai) |
|                       | Migliónico 40' | Notícia     | Ibarra 2' | Árbitro: Juan Carlos Lugones          |

|                                              |     | Penalidades                                      |  |
| De Souza: Rivas: Migliónico: Aguerre: Rariz: | 2–3 | Gordillo: Aquino: Ibarra: Unali: Rodríguez Peña: |  |

| 15 de outubro de 1997 | Lanús                                 | 3 – 1   | Vitória       | Ciudad de Lanús, Lanús (Argentina) |
|                       | Ruggeri 29' · Cravero 60' · López 69' | Notícia | Chiquinho 58' | Árbitro: Guido Aros                |

| 15 de outubro de 1997 | Universitario                | 2 – 0 | Deportes Tolima | Nacional, Lima (Peru)                                            |
|                       | Maldonado 18' · Ferreira 79' |       |                 | Árbitro: Lenín Rodríguez Auxiliares: Luis Solórzano e Juan Dulca |

| 16 de outubro de 1997 | Atlético Mineiro | 1 – 1   | América de Cáli | Mineirão, Belo Horizonte (MG)                    |
|                       | Edgar 45'        | Notícia | Cardona 25'     | Público: 10,850 pagantes Árbitro: Gustavo Méndez |

### Semifinais
Jogos de ida
| 22 de outubro de 1997 | Colón | 0 – 2   | Lanús                       | Estanislao López, Santa Fe (Argentina) |
| 21:00 h (UTC-3)       |       | Notícia | Trimarchi 28' · Ibagaza 65' | Árbitro: Oscar Sequeira                |

| 22 de outubro de 1997 | Universitario | 0 – 2 | Atlético Mineiro          | Nacional, Lima (Peru)                           |
|                       |               |       | Valdir 43' · Jorginho 59' | Público: 9,464 pagantes Árbitro: Luis Solórzano |

Jogos de volta
| 29 de outubro de 1997 | Lanús   | 1 – 1   | Colón               | Ciudad de Lanús, Lanús (Argentina) |
| 21:00 h (UTC-3)       | Mas 90' | Notícia | Castagno Suárez 49' | Árbitro: Roberto Ruscio            |

| 29 de outubro de 1997 | Atlético Mineiro                        | 4 – 0 | Universitario | Mineirão, Belo Horizonte (MG)                     |
|                       | Marques 6' · Valdir 15' 67' · Cairo 90' |       |               | Público: 12,451 pagantes Árbitro: Bonifacio Núñez |

### Finais
1° jogo
| 6 de novembro de 1997 | Lanús       | 1 – 4   | Atlético Mineiro                                           | Ciudad de Lanús, Lanús (Argentina)         |
| 21:10 h (UTC-3)       | Ibagaza 19' | Notícia | Bruno 41' · Serrizuela 56' (GC) · Hernani 60' · Valdir 80' | Público: ≈15,000 Árbitro: Gustavo Gallesio |

|  | Lanús | Atlético Mineiro |

| LANÚS:        |  |                   |  |    |
|               |  |                   |  |    |
| G             |  | Rómoli            |  |    |
| LD            |  | Serrizuela        |  |    |
| Z             |  | Ruggeri           |  |    |
| Z             |  | Siviero           |  |    |
| LE            |  | Mariano Fernández |  | a' |
| V             |  | Cravero           |  |    |
| V             |  | Juan Fernández    |  |    |
| M             |  | Ibagaza           |  |    |
| M             |  | Clotet            |  | b' |
| A             |  | López             |  |    |
| A             |  | Raíces            |  | c' |
| Substituição: |  |                   |  |    |
| M             |  | Mas               |  | a' |
| M             |  | Coyette           |  | b' |
| A             |  | Trimarchi         |  | c' |
| Treinador:    |  |                   |  |    |
| Oscar Garré   |  |                   |  |    |

| ATLÉTICO MINEIRO: |  |                |  |    |
|                   |  |                |  |    |
| G                 |  | Taffarel       |  |    |
| LD                |  | Bruno          |  |    |
| Z                 |  | Sandro Blum    |  |    |
| Z                 |  | Sandro Barbosa |  |    |
| LE                |  | Dedê           |  |    |
| V                 |  | Edgar          |  | a' |
| V                 |  | Doriva         |  |    |
| M                 |  | Jorginho       |  |    |
| M                 |  | Hernani        |  |    |
| A                 |  | Marques        |  | b' |
| A                 |  | Valdir         |  | c' |
| Substituição:     |  |                |  |    |
| V                 |  | Roberto        |  | a' |
| A                 |  | Almir          |  | b' |
| M                 |  | Cairo          |  | c' |
| Treinador:        |  |                |  |    |
| Emerson Leão      |  |                |  |    |

2° jogo
| 17 de dezembro de 1997 | Atlético Mineiro | 1 – 1   | Lanús         | Mineirão, Belo Horizonte (MG)                       |
| 21:30 h (UTC-3)        | Jorginho 10'     | Notícia | Trimarchi 57' | Público: 35,131 pagantes Árbitro: Epifanio González |

|  | Atlético Mineiro | Lanús |

| ATLÉTICO MINEIRO: |  |                |                               |                 |
|                   |  |                |                               |                 |
| G                 |  | Taffarel       |                               |                 |
| LD                |  | Bruno          |                               |                 |
| Z                 |  | Neguete        |                               |                 |
| Z                 |  | Sandro Barbosa | Substituído                   |                 |
| LE                |  | Dedê           | Penalizado com cartão amarelo |                 |
| V                 |  | Roberto        |                               |                 |
| M                 |  | Jorginho       |                               |                 |
| M                 |  | Hernani        |                               |                 |
| A                 |  | Marques        |                               |                 |
| A                 |  | Almir          |                               | Substituído     |
| A                 |  | Valdir         | Penalizado com cartão amarelo |                 |
| Substituição:     |  |                |                               |                 |
| V                 |  | Edgar          | Penalizado com cartão amarelo | Entrou em campo |
| Treinador:        |  |                |                               |                 |
| Emerson Leão      |  |                |                               |                 |

| LANÚS:        |  |                   |                               |    |
|               |  |                   |                               |    |
| G             |  | Burela            |                               |    |
| LD            |  | Ramón             |                               |    |
| Z             |  | Bressán           |                               |    |
| Z             |  | Mariano Fernández |                               |    |
| LE            |  | Román             |                               |    |
| V             |  | Cravero           | Penalizado com cartão amarelo |    |
| V             |  | Huertas           |                               | a' |
| M             |  | Clotet            |                               |    |
| M             |  | Mas               | Penalizado com cartão amarelo | b' |
| A             |  | Enría             |                               |    |
| A             |  | Trimarchi         |                               | c' |
| Substituição: |  |                   |                               |    |
| V             |  | Juan Fernández    |                               | a' |
| A             |  | González          |                               | b' |
| A             |  | Raíces            |                               | c' |
| Treinador:    |  |                   |                               |    |
| Mario Gómez   |  |                   |                               |    |

| Copa Conmebol de 1997                |
| ------------------------------------ |
| Atlético Mineiro Campeão (2º título) |

## Confrontos
|  | Oitavas de final      | Oitavas de final | Oitavas de final | Oitavas de final |      |                 | Quartas de final | Quartas de final | Quartas de final | Quartas de final |  |               | Semifinais    | Semifinais    | Semifinais    | Semifinais    |       |   | Final         | Final         | Final         | Final         |
|  | 24/08 a 09/09         | 24/08 a 09/09    | 24/08 a 09/09    | 24/08 a 09/09    |      |                 | 24/09 e 16/10    | 24/09 e 16/10    | 24/09 e 16/10    | 24/09 e 16/10    |  |               | 22/10 e 30/10 | 22/10 e 30/10 | 22/10 e 30/10 | 22/10 e 30/10 |       |   | 06/11 e 17/11 | 06/11 e 17/11 | 06/11 e 17/11 | 06/11 e 17/11 |
|  |                       |                  |                  |                  |      |                 |                  |                  |                  |                  |  |               |               |               |               |               |       |   |               |               |               |               |
|  | Universidad de Chile  | 2                | 1                | 3(2)             |      |                 |                  |                  |                  |                  |  |               |               |               |               |               |       |   |               |               |               |               |
|  | Colón                 | 1                | 2                | 3(3)             |      |                 |                  |                  |                  |                  |  |               |               |               |               |               |       |   |               |               |               |               |
|  | Colón                 | 1                | 2                | 3(3)             |      | Colón           | 1                | 1                | 2(3)             |                  |  |               |               |               |               |               |       |   |               |               |               |               |
|  |                       |                  |                  |                  |      | Colón           | 1                | 1                | 2(3)             |                  |  |               |               |               |               |               |       |   |               |               |               |               |
|  |                       | Danubio          | 1                | 1                | 2(2) |                 |                  |                  |                  |                  |  |               |               |               |               |               |       |   |               |               |               |               |
|  | Defensor Sporting     | Danubio          | 1                | 1                | 2(2) | 3               | 2                | 5                |                  |                  |  |               |               |               |               |               |       |   |               |               |               |               |
|  | Defensor Sporting     |                  |                  |                  |      | 3               | 2                | 5                |                  |                  |  |               |               |               |               |               |       |   |               |               |               |               |
|  | Danubio               | 3                | 3                | 6                |      |                 |                  |                  |                  |                  |  |               |               |               |               |               |       |   |               |               |               |               |
|  | Danubio               | 3                | 3                | 6                |      |                 |                  |                  |                  |                  |  | Colón         | 0             | 1             | 1             |               |       |   |               |               |               |               |
|  |                       |                  |                  |                  |      |                 |                  |                  |                  |                  |  | Colón         | 0             | 1             | 1             |               |       |   |               |               |               |               |
|  |                       | Lanús            | 2                | 1                | 3    |                 |                  |                  |                  |                  |  |               |               |               |               |               |       |   |               |               |               |               |
|  | Vitória               | Lanús            | 2                | 1                | 3    | 2               | 4                | 6                |                  |                  |  |               |               |               |               |               |       |   |               |               |               |               |
|  | Vitória               |                  |                  |                  |      | 2               | 4                | 6                |                  |                  |  |               |               |               |               |               |       |   |               |               |               |               |
|  | Sportivo Luqueño      | 0                | 1                | 1                |      |                 |                  |                  |                  |                  |  |               |               |               |               |               |       |   |               |               |               |               |
|  | Sportivo Luqueño      | 0                | 1                | 1                |      | Vitória         | 1                | 1                | 2                |                  |  |               |               |               |               |               |       |   |               |               |               |               |
|  |                       |                  |                  |                  |      | Vitória         | 1                | 1                | 2                |                  |  |               |               |               |               |               |       |   |               |               |               |               |
|  |                       | Lanús            | 0                | 3                | 3    |                 |                  |                  |                  |                  |  |               |               |               |               |               |       |   |               |               |               |               |
|  | Real Santa Cruz       | Lanús            | 0                | 3                | 3    | 1               | 0                | 1                |                  |                  |  |               |               |               |               |               |       |   |               |               |               |               |
|  | Real Santa Cruz       |                  |                  |                  |      | 1               | 0                | 1                |                  |                  |  |               |               |               |               |               |       |   |               |               |               |               |
|  | Lanús                 | 1                | 5                | 6                |      |                 |                  |                  |                  |                  |  |               |               |               |               |               |       |   |               |               |               |               |
|  | Lanús                 | 1                | 5                | 6                |      |                 |                  |                  |                  |                  |  |               |               |               |               |               | Lanús | 1 | 1             | 2             |               |               |
|  |                       |                  |                  |                  |      |                 |                  |                  |                  |                  |  |               |               |               |               |               |       | 1 | 1             | 2             |               |               |
|  |                       | Atlético Mineiro | 4                | 1                | 5    |                 |                  |                  |                  |                  |  |               |               |               |               |               |       |   |               |               |               |               |
|  | Deportes Tolima       | Atlético Mineiro | 4                | 1                | 5    | 2               | 0                | 2(3)             |                  |                  |  |               |               |               |               |               |       |   |               |               |               |               |
|  | Deportes Tolima       |                  |                  |                  |      | 2               | 0                | 2(3)             |                  |                  |  |               |               |               |               |               |       |   |               |               |               |               |
|  | Rio Branco-AC         | 1                | 1                | 2(1)             |      |                 |                  |                  |                  |                  |  |               |               |               |               |               |       |   |               |               |               |               |
|  | Rio Branco-AC         | 1                | 1                | 2(1)             |      | Deportes Tolima | 1                | 0                | 1                |                  |  |               |               |               |               |               |       |   |               |               |               |               |
|  |                       |                  |                  |                  |      | Deportes Tolima | 1                | 0                | 1                |                  |  |               |               |               |               |               |       |   |               |               |               |               |
|  |                       | Universitario    | 0                | 2                | 2    |                 |                  |                  |                  |                  |  |               |               |               |               |               |       |   |               |               |               |               |
|  | Universitario         | Universitario    | 0                | 2                | 2    | 3               | 0                | 3                |                  |                  |  |               |               |               |               |               |       |   |               |               |               |               |
|  | Universitario         |                  |                  |                  |      | 3               | 0                | 3                |                  |                  |  |               |               |               |               |               |       |   |               |               |               |               |
|  | Técnico Universitario | 0                | 0                | 0                |      |                 |                  |                  |                  |                  |  |               |               |               |               |               |       |   |               |               |               |               |
|  | Técnico Universitario | 0                | 0                | 0                |      |                 |                  |                  |                  |                  |  | Universitario | 0             | 0             | 0             |               |       |   |               |               |               |               |
|  |                       |                  |                  |                  |      |                 |                  |                  |                  |                  |  | Universitario | 0             | 0             | 0             |               |       |   |               |               |               |               |
|  |                       | Atlético Mineiro | 2                | 4                | 6    |                 |                  |                  |                  |                  |  |               |               |               |               |               |       |   |               |               |               |               |
|  | Deportivo Táchira     | Atlético Mineiro | 2                | 4                | 6    | 1               | 1                | 2                |                  |                  |  |               |               |               |               |               |       |   |               |               |               |               |
|  | Deportivo Táchira     |                  |                  |                  |      | 1               | 1                | 2                |                  |                  |  |               |               |               |               |               |       |   |               |               |               |               |
|  | América de Cali       | 1                | 3                | 4                |      |                 |                  |                  |                  |                  |  |               |               |               |               |               |       |   |               |               |               |               |
|  | América de Cali       | 1                | 3                | 4                |      | América de Cali | 1                | 1                | 2                |                  |  |               |               |               |               |               |       |   |               |               |               |               |
|  |                       |                  |                  |                  |      | América de Cali | 1                | 1                | 2                |                  |  |               |               |               |               |               |       |   |               |               |               |               |
|  |                       | Atlético Mineiro | 2                | 1                | 3    |                 |                  |                  |                  |                  |  |               |               |               |               |               |       |   |               |               |               |               |
|  | Portuguesa            | Atlético Mineiro | 2                | 1                | 3    | 1               | 0                | 1                |                  |                  |  |               |               |               |               |               |       |   |               |               |               |               |
|  | Portuguesa            |                  |                  |                  |      | 1               | 0                | 1                |                  |                  |  |               |               |               |               |               |       |   |               |               |               |               |
|  | Atlético Mineiro      | 4                | 0                | 4                |      |                 |                  |                  |                  |                  |  |               |               |               |               |               |       |   |               |               |               |               |